# Lapsias
Lapsias là một chi nhện trong họ Salticidae.